# Jean-Pierre Grenier
Jean-Pierre Grenier (Parigi, 20 novembre 1914 – Fréjus, 21 febbraio 2000) è stato un attore, regista e commediografo francese.

## Biografia
Nel teatro dal 1935, formò nel 1942 la compagnia Grenier-Hussenot di cui fu anche regista e attore.
Tra i suoi copioni si possono menzionare Coeurs en détresse, L'enlèvement au bercail, Parade, Orion le tueur.
Dopo aver ottenuto il Premio Molière nel 1956 con La visita della vecchia signora di Friedrich Dürrenmatt, al Teatro Marigny, allontanandosi Olivier Hussenot, rimase solo con la sua compagnia.
Sullo schermo, oltre ai film di André Cayatte (Giustizia è fatta, Siamo tutti assassini, Il fascicolo nero, ha interpretato Maya, Maître après Dieu, Agence matrimoniale.

## Regie
- Le furberie di Scapino, di Molière (1938);
- Jofroi, di Jean Giono (1943);
- Cœurs en détresse, di Jean-Pierre Grenier e Pierre Latour (1944);
- Les Gueux au paradis, di Gaston-Marie Mertens (1945);
- L'Enlèvement au bercail, di Jean-Pierre Grenier e Pierre Latour (1945);
- La Parade e Orion le tueur, di Jean-Pierre Grenier e Maurice Fombeure (1946);
- Liliom, di Ferenc Molnár, (1947);
- Les Gaités de l'escadron, di Georges Courteline (1949);
- Les Harengs terribles, d'Alexandre Breffort (1949);
- Un petit air de trempette, di Jean Bellanger (1949);
- L'Étranger au théâtre, d'André Roussin (1950);
- Les Gueux au paradis, di Gaston-Marie Mertens (1950);
- Justine est r'faite, di Jean-Pierre Grenier (1950);
- I tre moschettieri, d'Alexandre Dumas (1951);
- Philippe et Jonas, d'Irwin Shaw (1952);
- L'Huitre et la perle, di William Saroyan (1953);
- Responsabilité limitée, di Robert Hossein (1954);
- L’Amour des quatre colonels, di Peter Ustinov (1954);
- Nemo, d'Alexandre Rivemale (1956);
- L'Hôtel du libre échange, di Georges Feydeau (1956);
- Romanoff et Juliette, di Peter Ustinov (1957).